# کارل گوستاو فلرر
کارل گوستاو فلرر (به آلمانی: Karl Gustav Fellerer) (زادهٔ ۷ ژوئیه ۱۹۰۲ – درگذشتهٔ ۷ ژانویه ۱۹۸۴) موسیقی‌دان و موسیقی‌شناس اهل آلمان بود. آثار او شامل بیش از ۶۰۰ مقالهٔ علمی در مورد موسیقی کلیسای کاتولیک، موسیقی ایتالیایی از ۱۶۰۰ تا آغاز قرن بیستم و تاریخ موسیقی قرن ۱۹ میلادی است. او تک‌نگاری‌هایی در مورد موتزارت، هندل، پالسترینا و ماکس بروخ نوشت و سردبیر چندین مجلهٔ موسیقی بود. او همچنین سالنامهٔ موسیقی کلیسا را به مدت ۴۶ سال، از ۱۹۳۰ تا ۱۹۷۶ منتشر کرد. فلرر در طول فعالیت‌عای خود ریاست چند انجمن موسیقی‌شناسی را بر عهده داشت. او همچنین ۱۶ سال رئیس انجمن جوزف هاس بود.

## زندگی‌نامه
کارل گوستاو فلرر ۷ ژوئیه ۱۹۰۲ در فرایزینگ، بایرن متولد شد. او در رگنسبورگ تحصیل کرد، سپس در مونیخ، جایی که جوزف هاس در میان معلمانش بود، به ادامهٔ تحصیلاتش پرداخت و در شال ۱۹۲۵ در برلین مدرک دکترای خود را دریافت کرد. وی پس از آن در دانشگاه مونستر و دانشگاه فریبورگ به تدریس مشغول شد و در سال ۱۹۳۴ به درجه استادی کامل دست یافت. فلرر در سال ۱۹۳۹ مدیر مؤسسهٔ موزیکولوژی دانشگاه کلن شد و از سال ۱۹۵۶ تا ۱۹۵۸ رئیس دانشکدهٔ فلسفه بود. او از سال ۱۹۶۷ تا ۱۹۶۸ نیز به عنوان رئیس دانشگاه کلن فعالیت کرد و در سال ۱۹۷۰ به عنوان استاد ممتاز دست یافت.
او در سن ۸۱ سالگی در ۷ ژانویه ۱۹۸۴ در ایستگاه راه‌آهن مرکزی مونیخ هنگامی که از یک جلسهٔ موسیقی کلیسا در اینسبروک بازگشت، درگذشت.

## افتخارات
کارل گوستاو فلرر عضو چندین آکادمی علوم از جمله آکادمی‌های لندن، بروکسل و کپنهاگ بود. او در طول فعالیت‌های علمی و هنری خود، جوایزی همچون مدال موتزارت، صلیب بزرگ نشان شایستگی جمهوری فدرال آلمان، صلیب افتخار اتریش برای علم و هنر (در سال ۱۹۷۷) و صلیب فرماندهی نشان پاپ سنت گرگوری را دریافت کرد.